# Giovanni Alfredo Cesareo

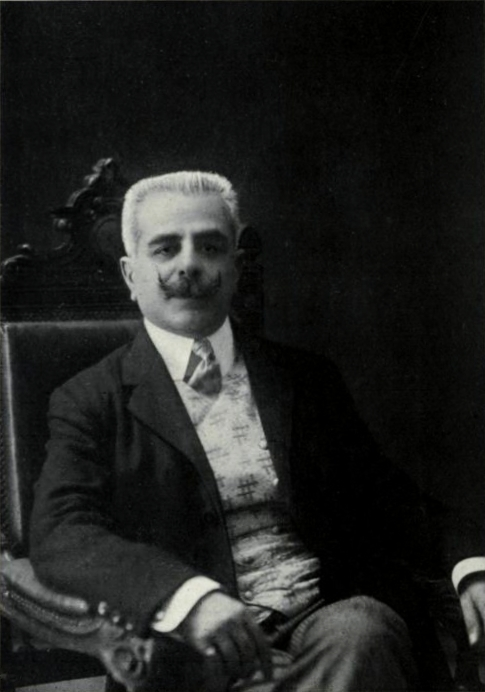
Giovanni Alfredo Cesareo (vor 1912)

Giovanni Alfredo Cesareo (* 24. Januar 1860 in Messina; † 7. Mai 1937 in Palermo) war ein italienischer Schriftsteller, Romanist und Italianist.

## Leben und Werk
Cesareo (Betonung: Cesàreo) studierte in Messina und ab 1883 in Rom (bei Ernesto Monaci). Er schrieb für Zeitungen und nutzte einen Aufenthalt als Korrespondent in Deutschland für Studien bei Wendelin Foerster in Bonn.
1894 habilitierte er sich in Rom und besetzte 1898 den Lehrstuhl für italienische Literatur an der Universität Palermo, den er als Nachfolger von Giovanni Mestica bis zur Emeritierung 1935 innehatte. 1922 las er am Collège de France über Dantes Göttliche Komödie. 1922 las er am Collège de France über Dantes Göttliche Komödie.
Cesareo war umfassend schriftstellerisch tätig. Seine Gedichte wurden von Francesco Paolo Tosti vertont.
Cesareo war vom König ernannter Senator (1924) und Mitglied der Accademia della Crusca.

## Werke
- Saggi di critica, Ancona 1884
- (Hrsg.) Poesie e lettere edite ed inedite di Salvator Rosa, Neapel 1892
- Nuove ricerche su la vita e le opere di Giacomo Leopardi, Turin/Rom 1893
- La poesia siciliana sotto gli Svevi. Studi e ricerche, Catania 1894, Mailand 1924
- Su le "Poesie volgari" del Petrarca, Rocca San Casciano 1898
- Conversazioni letterarie, Catania 1899
- Le origini della poesia lirica in Italia, Catania 1899
- La vita di Giacomo Leopardi, Mailand/Palermo 1902
- Critica militante, Messina 1907
- Storia della letteratura italiana a uso delle scuole, Messina 1908 (zahlreiche Auflagen)
- La poesia di Giovanni Pascoli. Discorso, Bologna 1912
- (Hrsg.) Dante Alighieri, Vita nuova, Messina 1914
- Saggio su l'arte creatrice, Bologna 1919
- Francesco Petrarca. La vita, Messina 1920
- Gaspara Stampa. Donna e poetessa, Neapel 1920
- Storia delle teorie estetiche in Italia dal Medio Evo ai giorni nostri, Bologna 1924
- La vita e l'arte di Giovanni Meli, Palermo 1924
- Studi e ricerche su la letteratura italiana, Palermo 1930
- Leopardi poeta d'amore, Palermo 1937

### Belletristik und Übersetzertätigkeit (Auswahl)
- Don Juan, Catania 1883
- Avventure eroiche e galanti. Novelle, Turin 1887
- Leggende e fantasie, Rom 1893, hrsg. von Giuseppe Rando, Messina 2008
- Teatro mediterraneo. La mafia. La morta, Catania 1921
- (Übersetzer) Molière, L’avaro, Messina 1924
- (Übersetzer) Euripides, Ippolito, Palermo 1936